# Дзежковице (гмина)
Дзежковице (пол. Dzierzkowice) — сельская гмина (волость) в Польше, входит как административная единица в Красницкий повет, Люблинское воеводство. Население — 5394 человека (на 2004 год).

## Сельские округа
1. Дембина
2. Дзежковице-Гуры
3. Дзежковице-Подводы
4. Дзежковице-Рынек
5. Дзежковице-Воля
6. Дзежковице-Заставе
7. Кшиве
8. Людмилувка
9. Соснова-Воля
10. Терпентына
11. Выжнянка
12. Выжнянка-Колёня
13. Выжница
14. Выжница-Колёня

## Соседние гмины
1. Гмина Аннополь
2. Гмина Госцерадув
3. Гмина Юзефув-над-Вислой
4. Гмина Красник
5. Красник
6. Гмина Тшидник-Дужы
7. Гмина Ужендув